# راحبة
الراحبة (وجمعها رواحب) (بالإنجليزية: Internode)‏ في علم النبات هي ذلك الجزء من الساق الذي يمتد بين عقدتين ساقيتين متتابعتين.

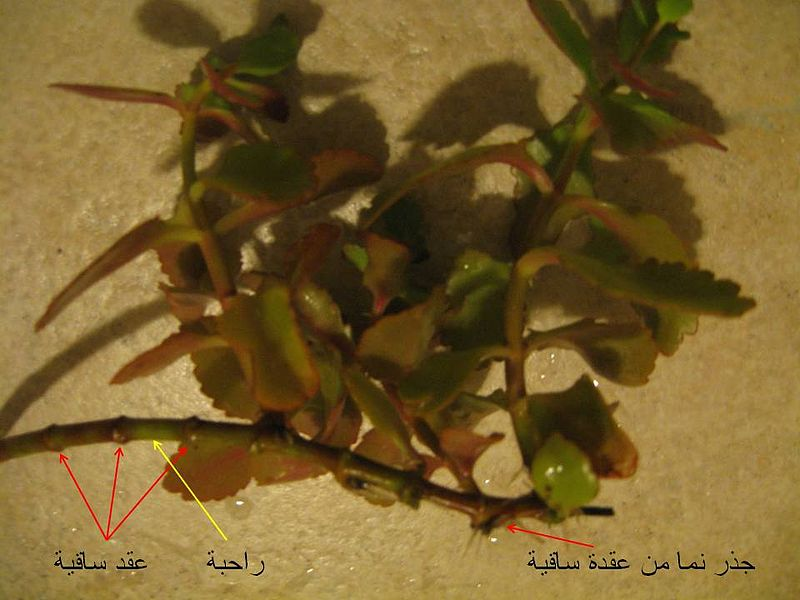
صورة تظهر رواحب وعقداً ساقية على نبات كلنكوة